# M-462
El M-462 (Abir) es un vehículo militar de transmisión 4x4 construido y desarrollado por Automotive Industries Ltd.. como un reemplazo al desfasado M325.

## Especificaciones
El Abír/M-462 es un vehículo militar de transmisión 4x4, de múltiples propósitos, y en servicio con los ejércitos de Israel y el de Colombia, puede transportar 13 soldados con todo su pertrecho con una capacidad de carga máxima de 1800 kg (1.8 Tons). El Abir/M-462 puede equiparse para operaciones de batalla con una ametralladora adelante y una lateral.

## Variantes
- M462 Abir: modelo estándar.
- M462 ATGM Portee: porta un misil anticarro BGM-71 TOW.
- M462 M40A2 Portee: porta un cañón anticarro modelo M40A2 de calibre 106 mm. sin retroceso.
- M462 Rhino: Una versión blindada, 4x4 usada para misiones de patrullaje y control de áreas peligrosas, control de motines, operaciones especiales , y como puesto de comando.
- M462 Fire: como máquina de bomberos.
- M462 Ambulancia: Como ambulancia de combate, 4 espacios para literas o para 8 pacientes sentados.

## Operadores
- Israel

En cantidades desconocidas.
- Colombia

Más de 1000 unidades, estimado[cita requerida].
- Perú

El Ejército del Perú adquirió 160 unidades de estos vehículos durante la presidencia de Alberto Fujimori, en la década de 1990 hasta el 2000, en plena lucha contra el terrorismo, y actualmente siguen en servicio. Sin embargo, 31 unidades adquiridas en 2007 están almacenadas debido a la falta de pagos, siendo la corrupción de 2010 bajo el gobierno del expresidente Alan García uno de los principales factores detrás de esta situación. Estas 31 unidades no están operativas y su estatus de pago aún no ha sido aclarado. En cuanto a las 160 unidades adquiridas en los años 90, una parte de ellas sigue operativa, aunque algunas requieren mantenimiento y reparación debido al paso del tiempo y el uso continuo en diversas operaciones.
- Guatemala

20 Unidades

## Lista de Referencias
1. 1 2
2. ↑  http://www.ail.co.il/cars/gp.asp?gpid=12